# 伊予若宮信号場
伊予若宮信号場（いよわかみやしんごうじょう）は、愛媛県大洲市にある四国旅客鉄道（JR四国）予讃線の信号場である。

## 歴史
- 1920年（大正9年）5月1日：愛媛鉄道内子線の分岐点とするため若宮連絡所として開設[1]。
- 1935年（昭和10年）10月6日：愛媛鉄道を買収した国鉄が内子線の分岐を五郎駅に変更したため、廃止される[1]。
- 1986年（昭和61年）3月3日：予讃線内子方の分岐を再度現在地に変更して信号場となる[1]。
- 1987年（昭和62年）4月1日：国鉄分割民営化により、JR四国に継承[1]。

## 構造
予讃線の旧線・愛ある伊予灘線伊予長浜方面と新線・内子線の新谷方面の線路が分岐する、単線合流・分岐型の信号場である。このため伊予長浜方に片開き分岐器があるのみで列車行き違い設備は設けられていない。当信号場は両線の施設上の分岐点で、営業上の分岐駅は伊予大洲駅である。

## 周辺
- 付近に松山自動車道、国道56号大洲道路 大洲ICがある。

## 交通手段
五郎駅からの移動が便利であり、ほぼ線路沿いに約1.5km程で到着する。

## 隣の施設
四国旅客鉄道（JR四国）
■予讃線（新線、内子方）
新谷駅 - 伊予若宮信号場 - 伊予大洲駅
■予讃線（愛ある伊予灘線、伊予長浜方）
五郎駅 - 伊予若宮信号場 - 伊予大洲駅